# Transmissió d'energia sense fil

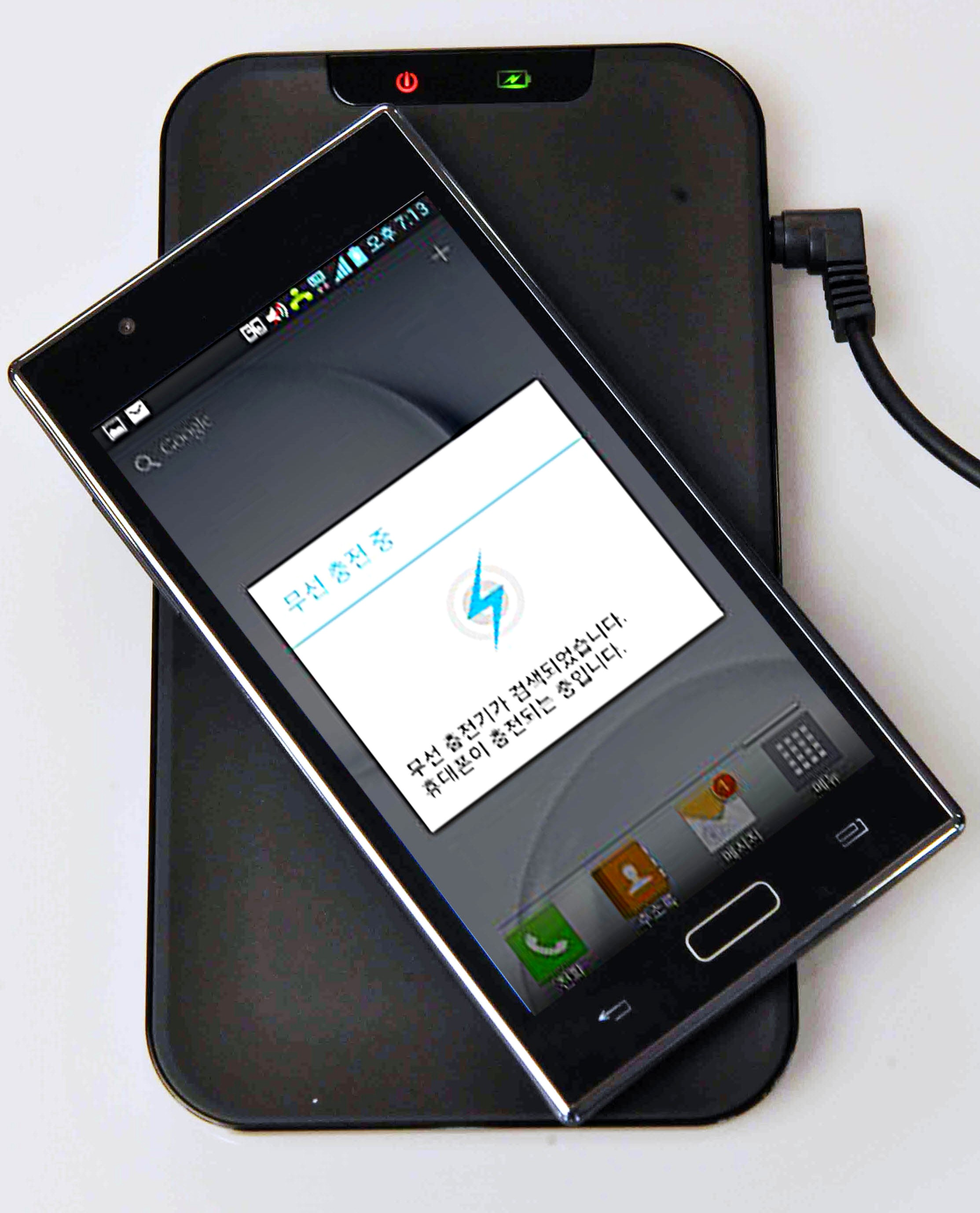
Plataforma de càrrega inductiva per a un telèfon intel·ligent LG, amb l'ús del sistema de Qi (pronunciat "chi"), un exemple de transferència sense fil de camp proper. Quan el telèfon està configurat en la plataforma, una bobina en el coixinet crea un camp magnètic que indueix un corrent en una altra bobina, en el telèfon, que carrega la bateria.

La transmissió d'energia sense fil consisteix en la transmissió d'energia elèctrica d'una font d'alimentació a un dispositiu sense la utilització de cables o conductors elèctrics. És un terme genèric que s'utilitza per anomenar un gran nombre de tecnologies de transmissió d'energia que usen una variable de temps de camp electromagnètic. Va ser inventada per l'enginyer, físic i inventor austrohongarès Nikola Tesla

## Descripció
La transmissió d'energia sense fil és un terme col·lectiu que es refereix a un diferent nombre de tecnologies de transmissió d'energia per mitjà de camps electromagnètics de temps-variable. Les tecnologies, llistades en la taula inferior, difereixen de la distància en què poden transmetre l'energia de manera eficient, si l'emissor ha de ser dirigit al receptor, i el tipus d'energia electromagnètica que utilitzen: temps variable, camps elèctrics, camps magnètics, ones de ràdio, microones o infraroig o llum visible.
En general, un sistema d'energia sense fil consisteix en un dispositiu "emissor" connectat a una font d'energia, com ara una línia d'electricitat domèstica, la qual converteix l'energia en un camp electromagnètic de temps-variable, i un o més dispositius "receptors". Aquests receptors reben l'energia i la converteixen en corrent directe o altern, que acaba sent consumit per una càrrega elèctrica. En el transmissor, l'energia d'entrada es converteix en un camp electromagnètic oscil·lant per alguna classe de dispositiu d'antena. La paraula "antena" aquí s'utilitza lliurement, podria ser una bobina de filferro que generi un camp magnètic, una placa metàl·lica que generi un camp elèctric, una antena que irradiï ones de ràdio o un làser que generi llum. Una antena similar o dispositius units en el receptor converteixen els camps oscil·lants en corrent elèctric. Un paràmetre important que determina el tipus d'ones és la freqüència f en hertz de les oscil·lacions. La freqüència determina la longitud d'ona ? =c/f de les ones que porten l'energia a través de la bretxa, on c és la velocitat de la llum.
La transmissió sense fil és útil per als dispositius de potencial elèctric en casos on la utilització de cables és inconvenient, perillosa, o no és possible. En la transmissió sense fil d'energia, un dispositiu emissor connectat a una font de potència, com ara una font d'electricitat domèstica, transmet energia per un camp electromagnètic a través d'un espai intermedi a un o més dispositius receptors, on és convertida de tornada en energia elèctrica i utilitzada.
Les tècniques de transferència d'energia poden ser de dues classes: la no radiativa i la radiativa.
- En les tècniques de camp proper o no radiatives, l'energia és transferida a través de curtes distàncies per camps magnètics usant un acoblament magnètic entre electrons.[5][8] Aquest tipus de transferència s'aplica a raspalls de dents elèctrics, carregadors, etiquetes RFID, targetes intel·ligents, carregadors per a dispositius mèdics implantables (p. ex. marcapassos), i amb potència inductiva o en carregadors de vehicles elèctrics com ara trens o autobusos.[9][11] L'enfocament actual és el de desenvolupar sistemes sense fils per carregar dispositius informàtics portàtils i mòbils, com telèfons mòbils o reproductors digitals de música i ordinadors portàtils, sense estar lligat a un endoll de paret.

- En les tècniques radiatives o de camp proper i llunyà, també anomenades radiants d'energia, l'energia es transmet per feixos de radiació electromagnètica, com microones o feixos de làser. Aquestes tècniques poden transportar l'energia per una distància major, però han de ser dirigides des del receptor. Les aplicacions proposades per a aquesta tècnica són les de satèl·lits d'energia solar i vehicles aeris no tripulats d'energia sense fil.[9] Un problema important associat a tots els sistemes d'energia sense fil és limitar l'exposició de les persones i altres éssers vius a possibles danys electromagnètics.[9]

Diagrama de blocs genèric d'un sistema d'energia sense fil

L'energia sense fil usa molts dels mateixos camps i ones. Un exemple de dispositiu de comunicació sense fils és la radio: és una tecnologia familiar que implica l'energia transmesa sense cables per camps electromagnètics, utilitzats en telèfons, difusió de radi i televisió, i Wi-fi. En les radiocomunicacions l'objectiu és la transmissió d'informació, per tant la quantitat d'energia que arriba al receptor no és tan important mentre sigui suficient perquè la relació senyal/soroll siguin tan alta perquè la informació pugui ser rebuda intel·ligiblement. A les tecnologies de comunicació sense fil, generalment, només arriben al receptor quantitats primes d'energia. Per contrast, en l'energia sense fil, les quantitats d'energia rebuda són una cosa important; per això l'eficiència (fracció de l'energia transmesa que és rebuda) és el paràmetre més significatiu. Per aquesta raó, les tecnologies d'energia sense fil estan més limitades per la distància que les tecnologies de comunicació sense fils
Aquestes són les diferents tecnologies d'energia sense fil:
| Tecnologia                    | Rang  | Directivitat | Freqüència | Antena                                                        | Aplicacions actuals o possibles en el futur |
| ----------------------------- | ----- | ------------ | ---------- | ------------------------------------------------------------- | --- |
| Acoblament inductiu           | Curt  | Baixa        | Hz - MHz   | Bobines de filferro                                           | Carrega de bateria de màquines d'afaitar i raspalls dentals elèctrics, placa de cuina d'inducció i escalfadors industrials.                                      |
| Acoblament inductiu ressonant | Mitjà | Baixa        | MHz - GHz  | Bobines de filferro Tuned, ressonadors d'elements concentrats | Càrrega de dispositius portàtils (Qi, Witricidad), implants biomèdics, vehicles elèctrics, alimentació d'autobusos, trens, MAGLEV, RFID, targetes intel·ligents. |
| L'acoblament capacitiu        | Curt  | Baixa        | kHz - MHz  | Elèctrodes                                                    | Carrega de dispositius portàtils, encaminament de potència en circuits integrats a gran escala, targetes intel·ligents.                                          |
| Magnetodinàmica               | Curt  | N/d          | Hz         | Rotació de magnetos                                           | Carrega de vehicles elèctrics. |
| Microones                     | Llarg | Alta         | GHz        | Plats parabòlics, antenes en fase, rectenna                   | Satèl·lits d'energia solar, alimentació d'aeronaus no tripulades.                                                                                                |
| Ones de llum                  | Llarg | Alta         | ?THz       | Làser, fotocèl·lules, lents                                   | Alimentació d'aeronaus no tripulades, alimentació d'escaladors d'elevadors espacials.                                                                            |

## Regions de camp
Els camps elèctrics i els camps magnètics són creats per una partícula carregada en la matèria tals com els electrons. Una càrrega estacionària crea un camp electroestàtic a l'espai que la rodeja. Una càrrega estable de corrent elèctric, corrent directe, crea un camp magnètic que l'envolta. Els camps anteriors contenen energia, però no poden portar energia elèctrica perquè són estàtics. De tota manera, els camps de temps-variable poden portar energia: si acceleren les càrregues elèctriques, tal com es troben en un corrent altern d'electrons en un cable, crea camps elèctrics i magnètics de temps-variable a l'espai més immediat. Aquests camps poden exercir forces oscil·lants en els electrons i en "l'antena" receptora, i això causa que es moguin de darrere cap endavant. Aquestes forces representen un corrent alternatiu que pot ser usat per generar una càrrega. Els camps elèctrics i magnètics oscil·lants circumden movent càrregues elèctriques al voltant del "dispositiu antena", i poden ser dividits en dues regions, amb relació a la distància Drange de l'antena. El límit entre les regions està vagament definit. Els camps tenen diferents característiques en aquestes regions, i es fan servir diferents tecnologies per transmetre l'energia:
- Els camps propers o regions no radiatives. Això significa que l'àrea es troba dins d'1 longitud d'ona (?) de l'antena, aproximadament.[1][4][10] En aquesta regió, els camps elèctrics oscil·lants i els camps magnètics estan separats[6] i l'energia pot ser transferida a través dels camps elèctrics. Aquesta transmissió s'assoleix per la capacitat d'acoblament de la inducció electroestàtica entre elèctrodes metàl·lics o a través de camps magnètics per acoblament inductiu d'inducció electromagnètica entre rotlles de filferro.[5][6][8][9] Aquests camps no són radioactius,[10] per tant l'energia es manté dins d'una distància propera a la del transmissor.[17] Si no hi ha dispositius receptors o material absorbent dins del rang limitat per "aparellar-ho", l'energia no abandona l'emissor.[17] El rang d'aquests camps és curt, i depèn de la grandària i forma dels dispositius antena, que solen ser rotlles de filferro. Els camps i l'energia transmesa, disminueixen de manera exponencial amb la distància.[4][16][18] Així, si la distància entre dues "antenes" Drange és molt major que el diàmetre "d'antenes" Dant, molt poca energia serà rebuda. Per tant, aquestes tècniques no poden ser usades per a transmissions d'energia de llarga distància

La Ressonància (p. ex. la ressonància d'acoblament inductiva) pot incrementar grandiosament l'acoblament entre antenes i permetre una transmissió eficient en distàncies majors, encara que els camps encara disminueixen exponencialment. Per tant, el rang dels dispositius de camp proper es divideix, convencionalment, en dues categories:
- Rang curt - fins a aproximadament el diàmetre d'una antena: Drange ?Dant. És el rang al voltant del qual la capacitat no ressonant ordinària o acoblament inductiu pot transferir quantitats pràctiques d'energia.

- Rang mitjà - per sobre de 10 vegades el diàmetre de l'antena: Drange ? 10 Dant. Aquest és el rang al voltant del qual la capacitat ressonant o acoblament inductiu pot transferir quantitats pràctiques d'energia

- Camps llunyans o regions radiatives. L'àrea es troba més enllà d'1 longitud d'ona (?) de l'antena, aproximadament. Els camps elèctrics i els magnètics són perpendiculars a cadascun i es propaguen com ones electromagnètiques. Alguns exemples poden ser les ones de radi, les microones o les ones de llum.[1][4][9] Aquesta part de l'energia és radiativa,[10] és a dir, que deixa l'antena hi hagi o no un receptor que l'absorbeixi. La porció d'energia que no copeja l'antena receptora es dissipa i es perd. La quantitat d'energia emesa com a ones electromagnètiques per una antena depèn de la grandària del radi de l'antena Dant per a la longitud d'ona de les ones ?,[23] i aquesta es determina per la freqüència: ? = c/f. En baixes freqüències f on l'antena és molt més petita que la grandària de les ones, Dant << ?, s'irradia molt poca energia. Per tant, els dispositius de camp proper anteriors, que usen freqüències més baixes, pràcticament no irradien gaire la seva energia com a radiació electromagnètica. Les antenes de més o menys la mateixa grandària que la longitud d'ona Dant ? ?, com ara les antenes d'un pol o dos pols, irradien energia eficientment, però les ones electromagnètiques s'irradien en totes direccions. Així, si l'antena receptora està lluny, només una petita quantitat de la radiació la copejarà.[10][19] Per tant, aquestes es poden fer servir per a transmissions d'energia ineficients de curt rang però no per a transmissions de gran rang.[24]

No obstant això, a diferència dels camps, la radiació electromagnètica es pot concentrar per Reflexió o Refracció en feixos. Mitjançant l'ús d'una antena d'alt abast o un sistema òptic que concentri la radiació en un feix estret dirigit al receptor, es pot usar per a transmissions d'energia de gran rang. Des del criteri de Rayleigh, per produir els feixos estrets necessaris per concentrar una quantitat significativa d'energia en un receptor distant l'antena ha de ser molt més gran que la longitud d'ona de les ones usades: Dant >> ? = c/f. Uns dispositius de "feixos d'energia" pràctics requereixen una longitud d'ones a la regió d'un centímetre o menor, que corresponen a freqüències per sobre d'1 Ghz o més en el rang de les microones.

## Tècniques de camp proper o no radiatives
Els components dels camps propers de camp elèctric i magnètic desapareixen ràpidament més enllà d'una distància d'un diàmetre aproximada de l'antena (Dant). Fora de rangs molt propers, la força del camp i acoblament és aproximadament proporcional a (Drange/Dant)?3, ja que l'energia és proporcional al quadrat de la intensitat del camp. Així, l'energia transferida disminueix amb la sisena part de la distància de l'energia (Drange/Dant)?6. o 60 dB per dècada. En altres paraules, duplicar la distància entre l'emissor i receptor causa que l'energia rebuda disminueixi pel factor de 2⁶ = 64.

### Acoblament inductiu

Diagrama de blocs genèric d'un sistema inductiu d'energia sense fil.

Aquesta tècnica de transmissió sense fil es basa en l'ús d'un camp magnètic generat per un corrent elèctric per induir un corrent en un segon conductor. Aquest efecte es produeix en el camp electromagnètic proper, amb el segon conductor en estreta proximitat al primer. A mesura que augmenta la distància des del primer, més energia del camp magnètic es perd abans d'arribar al segon. Fins i tot en un rang relativament curt l'acoblament inductiu és molt ineficient i perd molta de l'energia transmesa.
Aquesta acció d'un transformador elèctric és la forma més senzilla de transmissió d'energia sense fil. La bobina primària i la bobina secundària d'un transformador no estan directament connectades: cada bobina és part d'un circuit separat. La transferència d'energia succeeix a través d'un procés conegut com a inducció mútua. Les principals funcions són passar el voltatge primari (cap amunt o cap avall) i l'aïllament elèctric. Els carregadors de raspalls de dents elèctrics i telèfons mòbils són exemples de com es fa servir aquest principi. La cuina d'inducció utilitza aquest mètode. El principal inconvenient d'aquest mètode bàsic de transmissió d'energia és el curt rang. El receptor ha d'estar directament adjacent al transmissor o unitat d'inducció per tal que s'hi acobli eficientment.
L'ús més comú de la inducció electrodinàmica de ressonància millorada és carregar la bateria de dispositius portàtils (telèfons mòbils, ordinadors, implants biomèdics o vehicles elèctrics). És una tècnica de càrrega localitzada que selecciona la bobina transmissora adequada en una estructura amb matriu multicapa. La ressonància es fa servir en els dos coixinets de càrrega sense fil (el circuit transmissor) i el mòdul receptor (incrustat en la càrrega) per maximitzar la transferència d'energia. Els dispositius de piles equipats amb un mòdul receptor especial es poden carregar simplement amb col·locar-los en un coixinet de càrrega sense fil. Això s'ha adoptat com a part del Qi (estàndard d'electricitat per inducció).
Aquesta tecnologia també s'utilitza en els dispositius elèctrics de baix requeriment d'energia, com ara els pegats RFID i les targetes intel·ligents sense contacte. En lloc de confiar en que cadascun dels milions de pegats RFID o les targetes intel·ligents continguin una bateria treballant constantment, la inducció electrodinàmica pot proveir energia només quan els dispositius s'activen.

## Aplicacions específiques
Bosch ha donat a conèixer un carregador sense fil per a vehicles elèctrics, principalment per al seu ús nocturn.